# Krzysztof Król
Pour les articles homonymes, voir Krol.
Krzysztof Król, né le 6 février 1987 à Rydułtowy, est un footballeur polonais jouant au poste de défenseur.

## Biographie

### Débuts timides en Pologne, puis en Espagne
Krzysztof Król fait ses débuts professionnels en première division polonaise le 19 août 2006 avec le Dyskobolia Grodzisk Wielkopolski, entrant en jeu à la quatre-vingt-troisième minute contre le Zagłębie Lubin, à la place d'Adrian Sikora. C'est là son seul match de l'année, terminé sur un match nul et vierge. 
Repéré par la prestigieuse équipe du Real Madrid en début d'année 2007, il intègre la troisième équipe du club, puis la Castilla lors de la saison 2007-2008. Mais Król ne joue pas un seul match, et envisage de retourner dans son pays.

### Le renouveau au Jagiellonia Białystok
Le 10 juillet 2008, il signe un contrat de trois ans avec le Jagiellonia Białystok, malgré l'intérêt du Wisła Cracovie et du Legia Varsovie. Rapidement, il se fait une place dans le onze de départ, et dispute vingt-quatre rencontres d'Ekstraklasa. En 2009, il joue moins souvent. Sollicité par plusieurs clubs italiens, Białystok reçoit une offre du Fire de Chicago, récent demi-finaliste de son championnat et ancien club de Tomasz Frankowski.

### Nouvelle expérience étrangère aux États-Unis
Le 19 janvier 2010, il y est prêté pour un an avec option d'achat, pour combler le départ de l'arrière gauche Gonzalo Segares. Il fait ses débuts en MLS le 3 avril 2010 contre le Rapids du Colorado. Très offensif, il provoque beaucoup les fautes, mais ne manque pas non plus de les commettre, récoltant en huit matches deux cartons jaunes et un rouge. Peu à peu, il parvient à se faire une place de titulaire aux États-Unis, mais son équipe ne réussit pas à reproduire sa bonne saison 2009, étant éliminée au terme de la phase régulière. Le prêt de Król arrivant à sa fin, Chicago décide de ne pas utiliser son option d'achat, et le joueur retourne dans son club d'origine, alors en tête du championnat polonais.